# Tamoios Rugby Clube
O Tamoios Rugby Clube é um clube de Rugby da zona norte da cidade do Rio de Janeiro, RJ, Brasil. Fundado no dia 22 de setembro de 2009. É filiado à Confederação Brasileira de Rugby (CBRu) e à Federação Fluminense de Rugby (FFR). o Clube possui equipes na categoria adulto masculino e feminino.

## História
O Tamoios Rugby Clube foi fundado por um grupo de amigos que praticavam o rugby regularmente desde 2008 no bairro de Anchieta, zona norte da cidade do Rio de Janeiro, em 2009 aconteceu a fundação oficial e os primeiros jogos. 
Em 2010 o Tamoios participou do Campeonato Fluminense de Rugby Série B, terminando na 5ª colocação. Ainda em 2010 o Tamoios montou sua 1ª equipe feminina que conseguiu o 3º lugar no International Rio Beach Rugby em janeiro de 2011. 
no ano de 2011, o Tamoios disputou o Campeonato Fluminense de Rugby Série B em equipe unificada com o Grandfather Jacarepaguá Rugby. retornando de maneira independente em 2012.

## Títulos
Categoria Masculino Adulto
- Torneio Rosa-dos-ventos de Rugby Sevens 5º lugar (2009)
- Campeonato Fluminense de Rugby Série B 5º lugar (2010)
- Jogos de verão de Itaguaí - Beach Rugby 3º lugar (2011)

Categoria Feminino Adulto
- Torneio Rio Beach Rugby 3º lugar (2011)
- Circuito Fluminense de Sevens Feminino 7º lugar (2012)